# Erica nivea
Erica nivea là một loài thực vật có hoa trong họ Thạch nam. Loài này được Sinclair mô tả khoa học đầu tiên năm 1825.